# Beihefte zum Botanischen Centralblatt. Zweite Abteilung
Beihefte zum Botanischen Centralblatt. Zweite Abteilung (abreviado Beih. Bot. Centralbl., Abt. 2.) fue una revista con ilustraciones y descripciones botánicas que fue editada en Dresde en los años 1905–44 con el nombre de Beihefte zum Botanischen Centralblatt. Abt. 2, Systematik, Pflanzengeographie, angewandte Botanik. Fue precedida por Beihefte zum Botanischen Centralblatt.